# Rayos catódicos

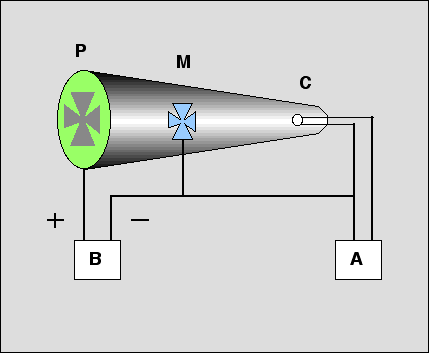
Diagrama esquemático de un Tubo de Crookes. A es una fuente de baja tensión que calienta el cátodo C. B es una fuente de alto voltaje que suministra tensión al ánodo revestido de fósforo P. La máscara M está conectada al potencial del cátodo y su imagen se proyecta en los fósforos como el área no brillante.

Los rayos catódicos son corrientes de electrones en tubos de vacío, es decir  en los tubos de cristal que se equipan por lo menos con dos electrodos, un cátodo (electrodo negativo) y un ánodo (electrodo positivo) en una configuración conocida como Diodo. Cuando se calienta el cátodo, emite una cierta radiación que viaja hacia el ánodo. Si las paredes internas de vidrio detrás del ánodo están cubiertas con un material fluorescente, brillan intensamente. Una capa de metal colocada entre los electrodos proyecta una sombra en la capa fluorescente. Esto significa que la causa de la emisión de luz son los rayos emitidos por el cátodo al golpear la capa fluorescente. Los rayos viajan hacia el ánodo en línea recta, y continúan más allá de él durante una cierta distancia. Este fenómeno fue estudiado por los físicos a finales del siglo XIX, otorgándose un premio Nobel de Física en 1905 a Philipp Lenard. Los rayos catódicos primero fueron producidos por los tubos de Geissler. Los tubos especiales fueron desarrollados para el estudio de estos rayos por William Crookes y se los llamó tubos de Crookes. Pronto se vio que los rayos catódicos están formados por los portadores reales de la electricidad que ahora se conocen como electrones. El hecho de que los rayos son emitidos por el cátodo, es decir el electrodo negativo, demostró que los electrones tienen carga negativa.
Los rayos catódicos se propagan en línea recta en ausencia de influencias externas e independientemente de dónde se sitúe el nodo, pero son desviados por los campos eléctricos o magnéticos (que pueden ser producidos colocando los electrodos de muy bajo voltaje o imanes dentro del tubo de vacío - esto explica el efecto de los imanes en una pantalla de TV). El refinamiento de esta idea es el tubo de rayos catódicos (CRT). El CRT es la clave en los televisores, los osciloscopios, y las cámaras de televisión vidicon.

## Descubrimiento de los rayos
El descubrimiento de los rayos catódicos, que se produce durante los años 1858 y 1859, fue obra del matemático y físico alemán Julius Plücker (1801 - 1868), quien denominaría con este nombre a los rayos que emanaban de una lámpara de vacío con la que se encontraba trabajando por aquel entonces.

## La naturaleza de los rayos según Thomson
En el año 1897, el físico inglés Joseph John Thomson estudió el comportamiento y los efectos de los rayos catódicos. En sus experimentaciones observó que cuando en un tubo de vidrio que lleva soldados dos electrodos conectados a una gran tensión (de 20000 a 100000 voltios) se hace el vacío (aproximadamente 0,001 mmHg), al producirse una descarga se aprecia una luminosidad o fluorescencia verdosa en la pared localizada frente al cátodo, que los investigadores supusieron que era debida a la existencia de unos rayos procedentes del electrodo negativo, que llamaron rayos catódicos. Según las observaciones de Thomson, estos rayos:
- Se propagan en línea recta.
- Al colocar un imán, se produce un campo magnético el cual desvía a los rayos catódicos. (Regla de la mano derecha)
- Producen efectos mecánicos, térmicos, químicos y luminosos.
- Si se pone unas aspas delante, las hace girar, demostrando así que el electrón tiene masa.
- Sus componentes, los electrones, son universales, puesto que, al cambiar el gas contenido en el tubo, no cambia la naturaleza de los rayos.

El físico inglés J.J Thomson, en 1897, al estudiar las propiedades y los efectos de los rayos catódicos, dedujo inicialmente su carácter corpuscular y su naturaleza eléctrica negativa.
Una vez hecho el estudio de la relación carga/masa para tales partículas, se obtuvo siempre el mismo valor (1,758796 × 1011  C/kg) fueran cuales fuesen las condiciones en las que se produjeran los rayos y la naturaleza del gas encerrado en el tubo. A propuesta del físico irlandés George Johnstone Stoney, se bautizó a estas partículas con el nombre de electrones, suponiéndolas como partículas elementales de la electricidad o, como se dice en la actualidad, cargas eléctricas elementales.
Posteriores investigaciones de Millikan, en 1913, y de Hopper y Labby, en 1941, permitieron obtener el valor de la carga eléctrica que poseen, así como también deducir su masa.
- Carga del electrón: -1,602 × 10-19  C

- Masa del electrón: 9,1 × 10-31  kg

## Propiedades y efectos de los rayos catódicos
Las principales propiedades de los rayos catódicos son las mostradas a continuación:
- Los rayos catódicos salen del cátodo perpendicularmente a su superficie y en ausencia de campos eléctricos o magnéticos se propagan rectilíneamente.

- Son desviados por un campo eléctrico, desplazándose hacia la parte positiva del campo.

- Son desviados por campos magnéticos.

- Producen efectos mecánicos; la prueba de ello es que tienen la capacidad de mover un molinete de hojas de mica que se interpone en su trayectoria.

- Transforman su energía cinética en térmica, elevando la temperatura de los objetos que se oponen a su paso.

- Impresionan placas fotográficas.

- Excitan la fluorescencia de algunas sustancias, como pueden ser el vidrio o el sulfuro de zinc.

- Ionizan el aire que atraviesan.

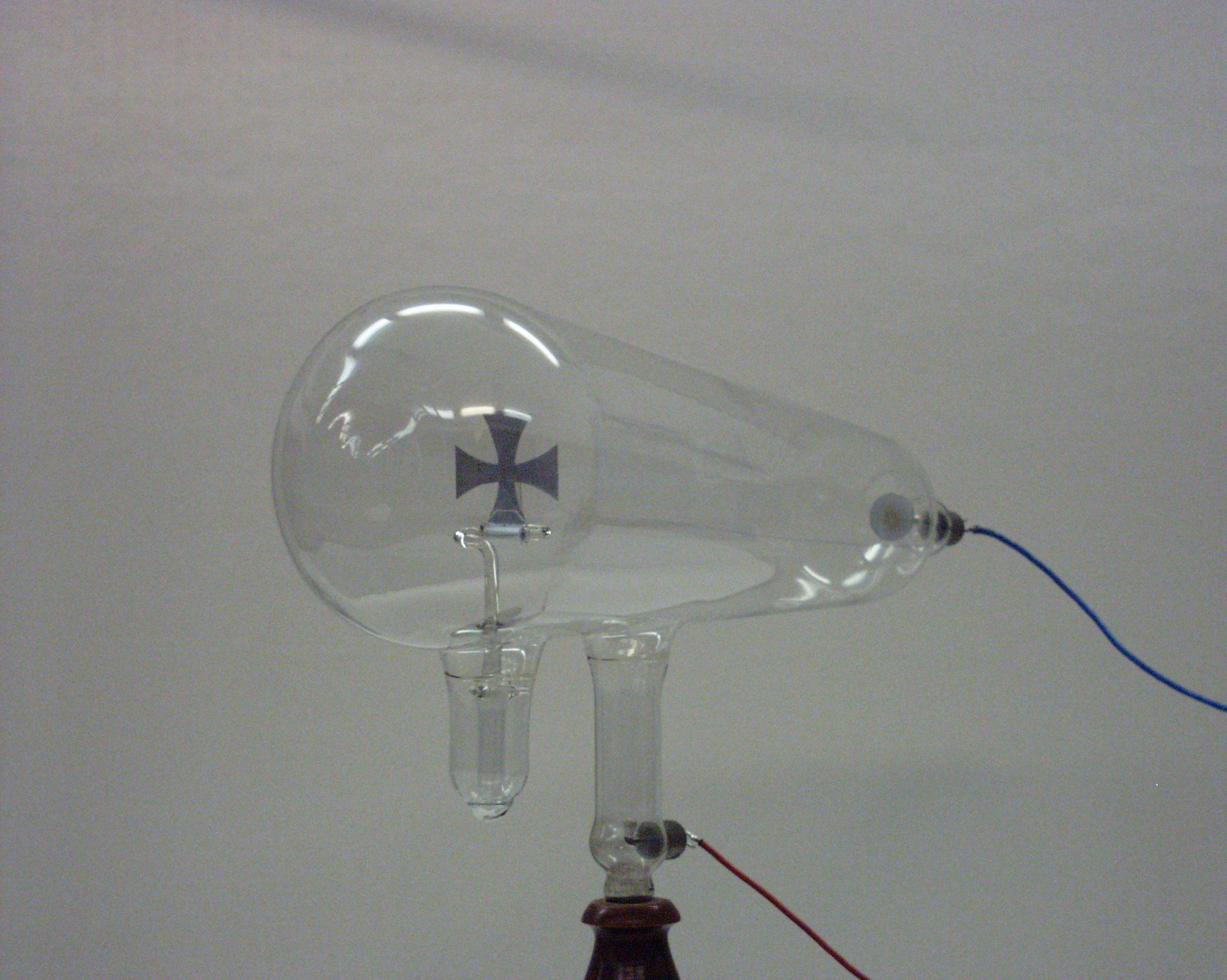
Tubo de Crookes
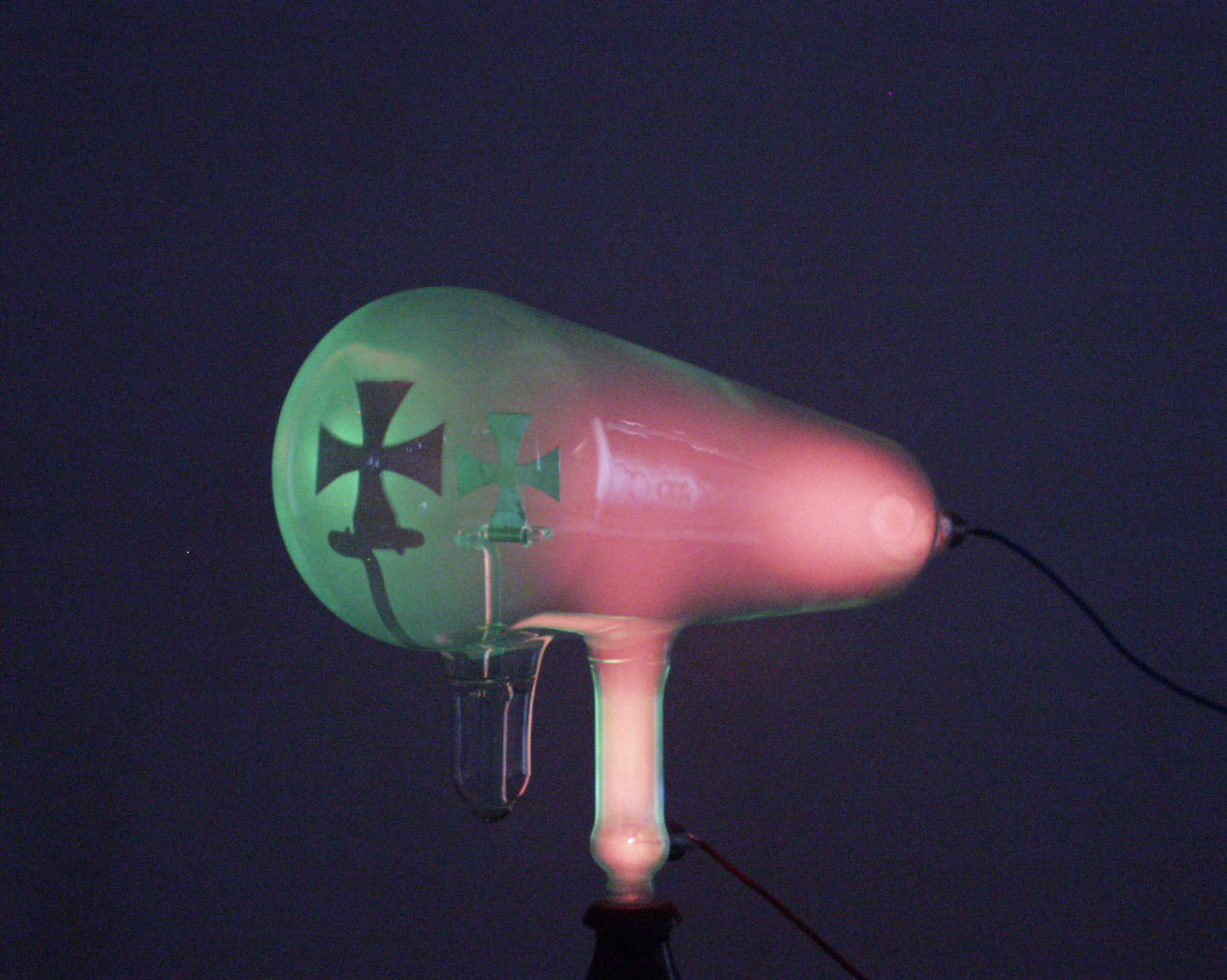
Tubo de Crookes operativo
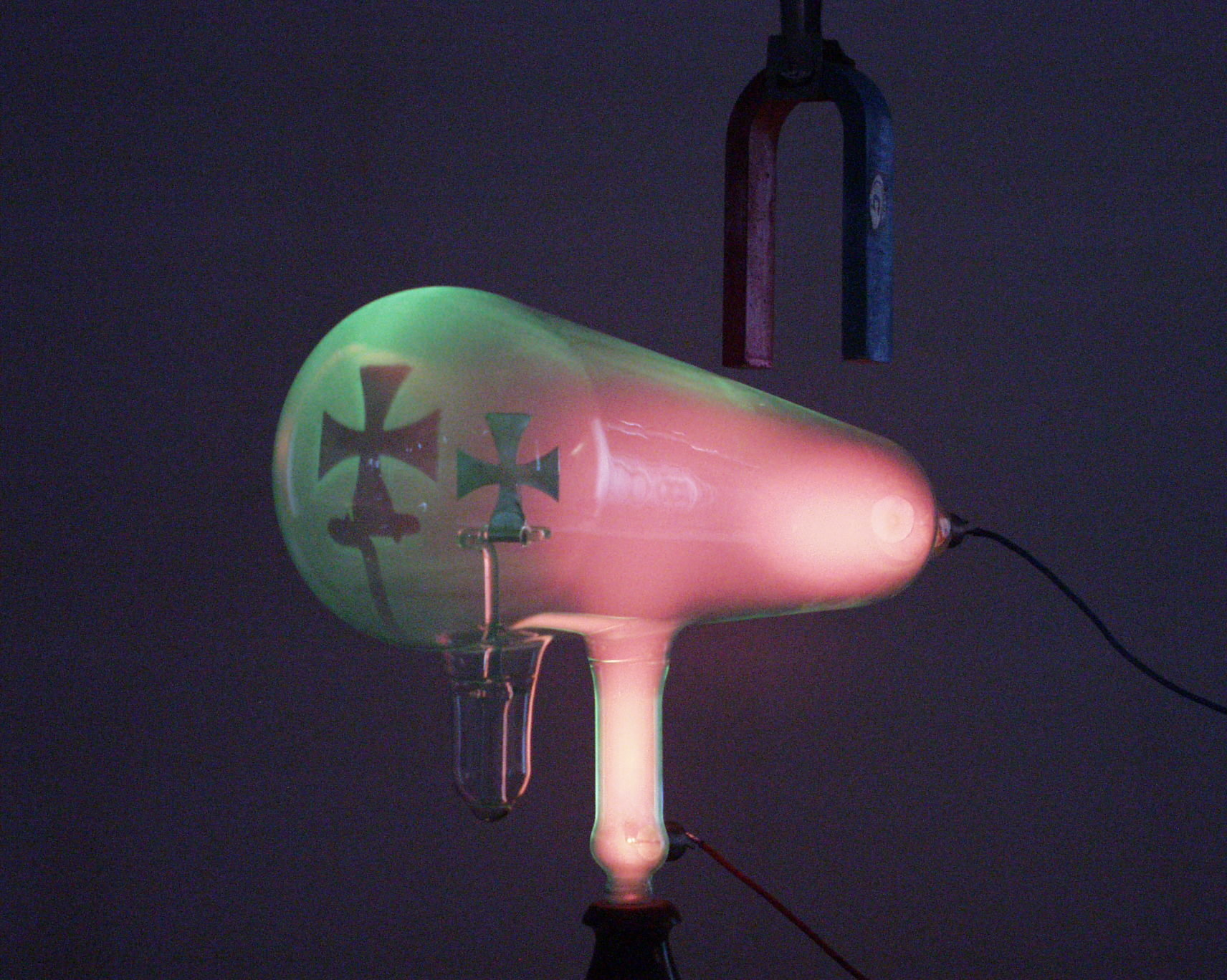
Rayos catódicos por campos magnéticos 1.
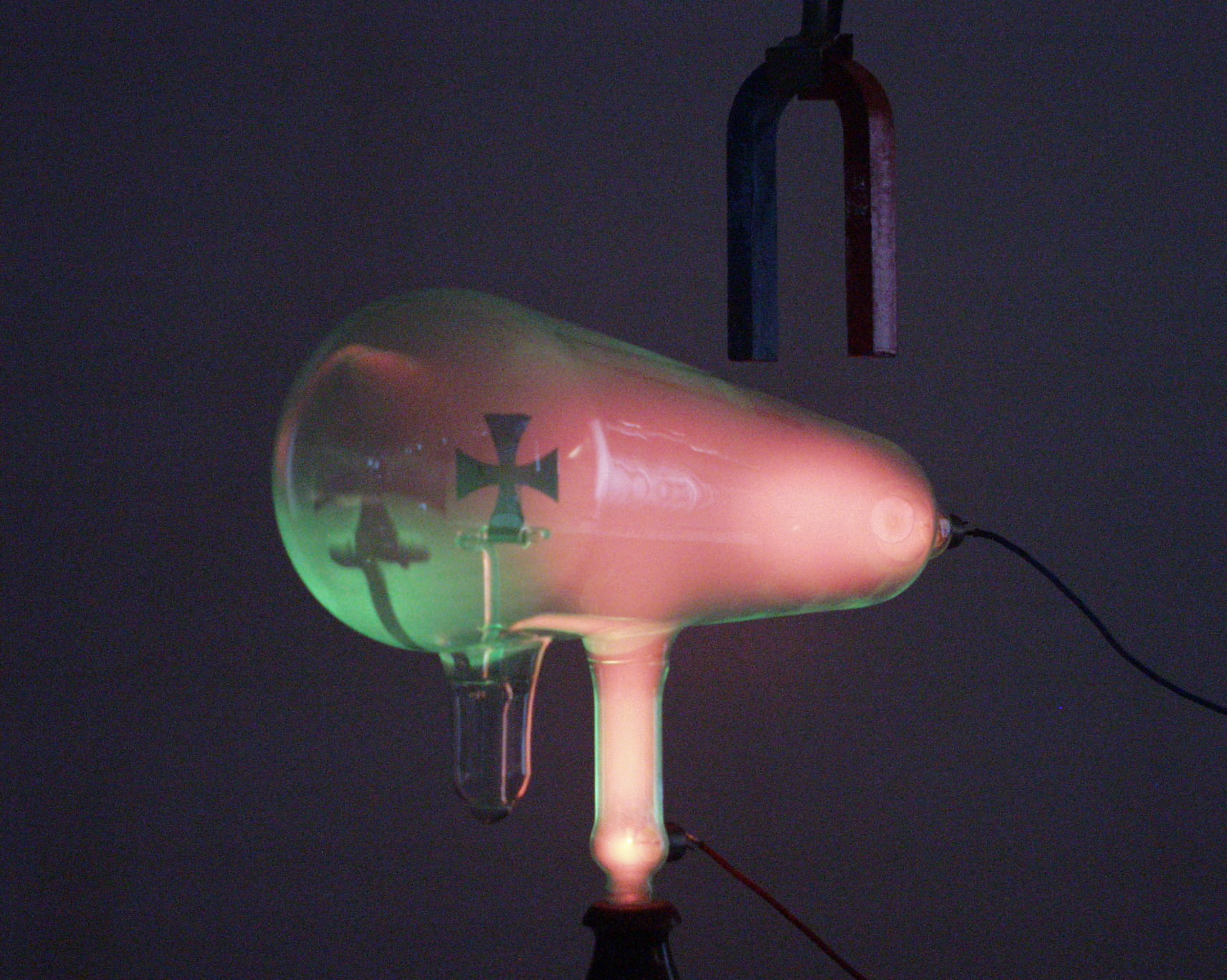
Rayos catódicos por campos magnéticos 2.